# Дегтярьов Геннадій Леонідович
Генадій Леонідович Дегтярьов (нар. 12 травня 1952, Єнакієве, Донецька область, УРСР) — радянський футболіст, півзахисник та захисник.

## Життєпис
Розпочинав грати в футбол в єнакіївських командах «Індустрія» і «Шахтар». Перший тренер — Євген Крещановський. Виступав за збірну Донецької області, побував на перегляді в донецькому «Шахтарі». Навчався в Смоленському інституті фізкультури.
У першості СРСР грав за команди другої (1973—1974, 1977—1978, 1982—1983) і першої (1975—1976, 1979—1982) ліг «Металург» Тула (1973), «Уралан» Еліста (1974), «Спартак» Нальчик (1975), «Металург» Запоріжжя (1976), «Буковина» Чернівці (1977), «Металіст» Харків (1987-1981), «Факел» Воронеж (1982), «Маяк» Харків (1982-1983).
Півфіналіст Кубку СРСР 1981 року. Переможець другої зони другої ліги 1978 роки (чемпіон Української РСР). Переможець першої ліги 1981 року.
У змаганнях КФК виступав за «Південьсталь» Єнакієве (1988), «Факел» Красноград (1990).
Декілька років працював у «Металісті» помічником головного тренера й тренером-селекціонером. Протягом трьох років працював головним тренером «Енергетика» (Солоницівка).
У кінці 2024 року став головним тренером української медійної футбольної команди «Хадар» , що базується в Німеччині. 